# 奈及利亞軍事
尼日利亚武装部队是奈及利亞國防武力部隊，從1960年代開始建立。

## 概況
奈及利亞軍隊因長期國家貧困和內戰，雖有近兩億人口但長期武力貧弱，武器老舊，目前空軍只有十架冷戰時代老款戰機，軍力以存在原則為主。實戰能力僅對叛亂游擊隊有一定打擊能力。總兵力約16萬人，陸軍戰鬥部隊有6個師編制。
從建軍以來奈軍的主要任务就與內戰分不開，周邊國家的激進宗教戰爭也常延燒至國內，導致有國民參加成為內戰色彩的戰鬥。1960年代末期開始參與西非國家經濟共同體組織的維和部隊至海外，而此期間約20年內奈軍也在國內進行兩次軍事政變奪取政權，在內戰結束後軍隊規模擴大，1977年達25萬人高峰，此後軍隊也負責維持國內治安。
2000年後經濟有所改善，積極與歐洲和中華人民共和國洽談軍事改造訓練與武器購買，陸續引進了056型导弹护卫舰和梟龍戰機等先進武器，相比於其他非洲國家，軍隊面貌開始有較大不同，但目前新式武器數量尚稀少，只能視奈軍為一股非洲興起中的武裝力量。

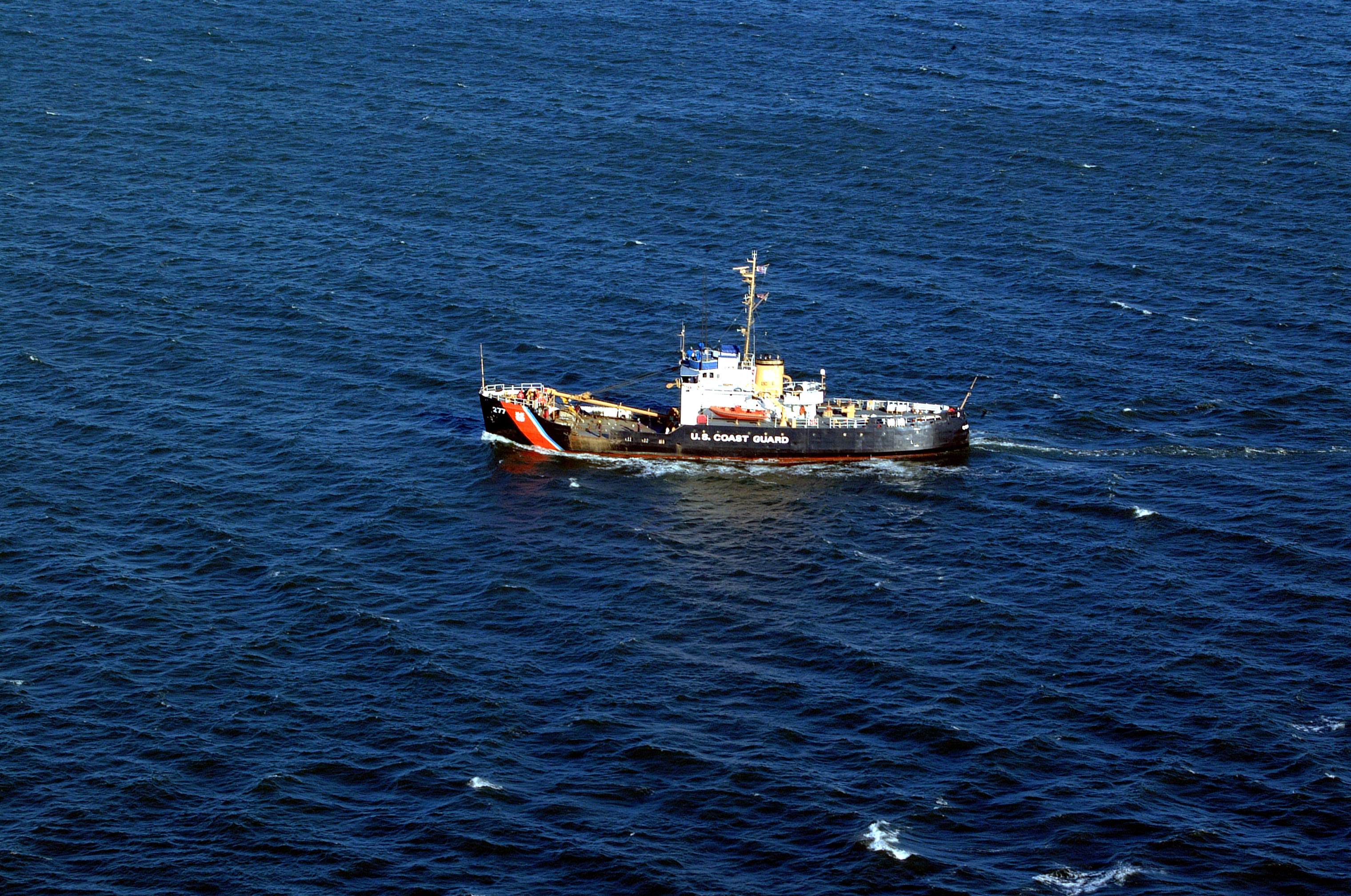
鐵殼漁船改裝的巡邏艇
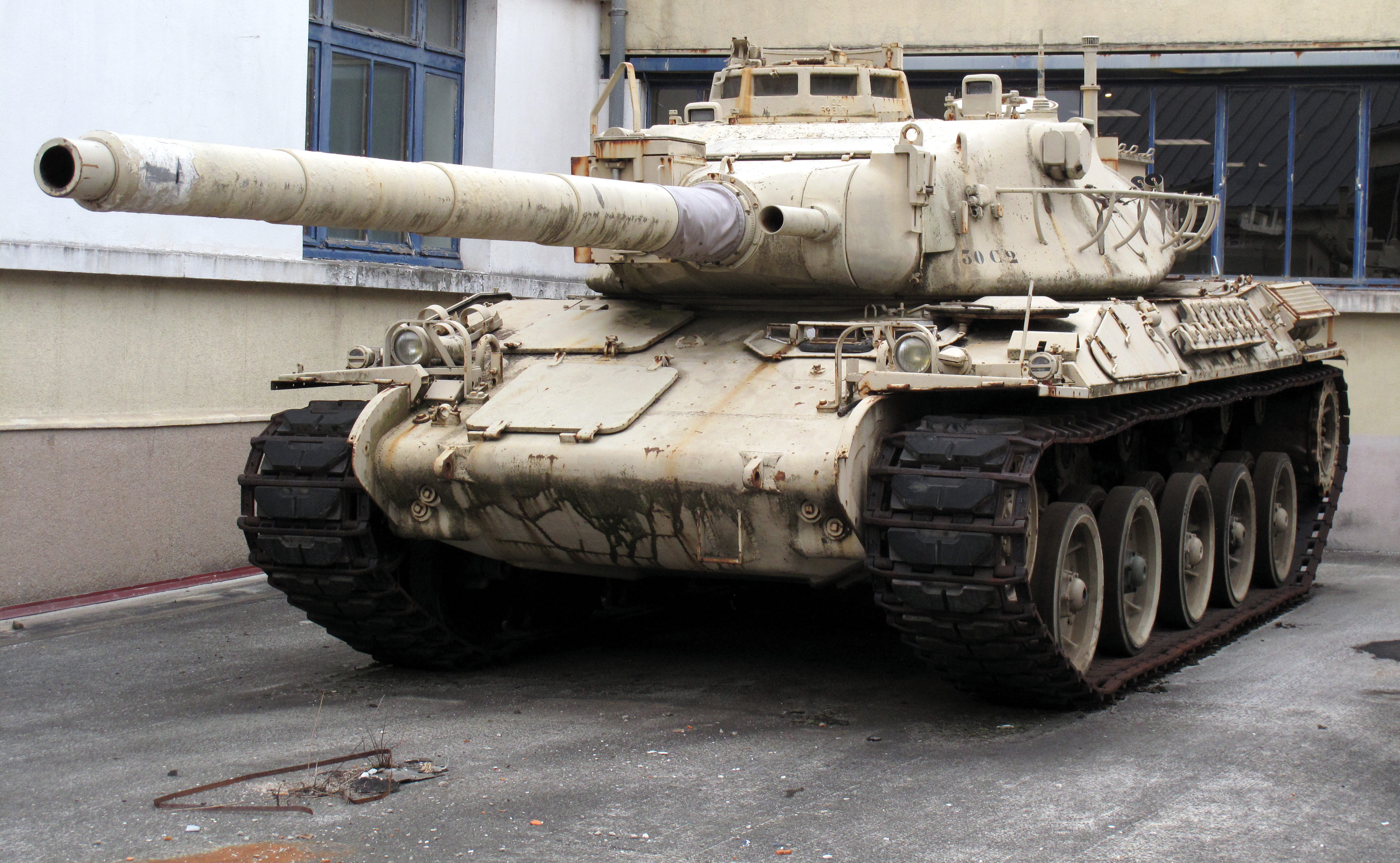
冷戰時代引進的法國製AMX-30坦克
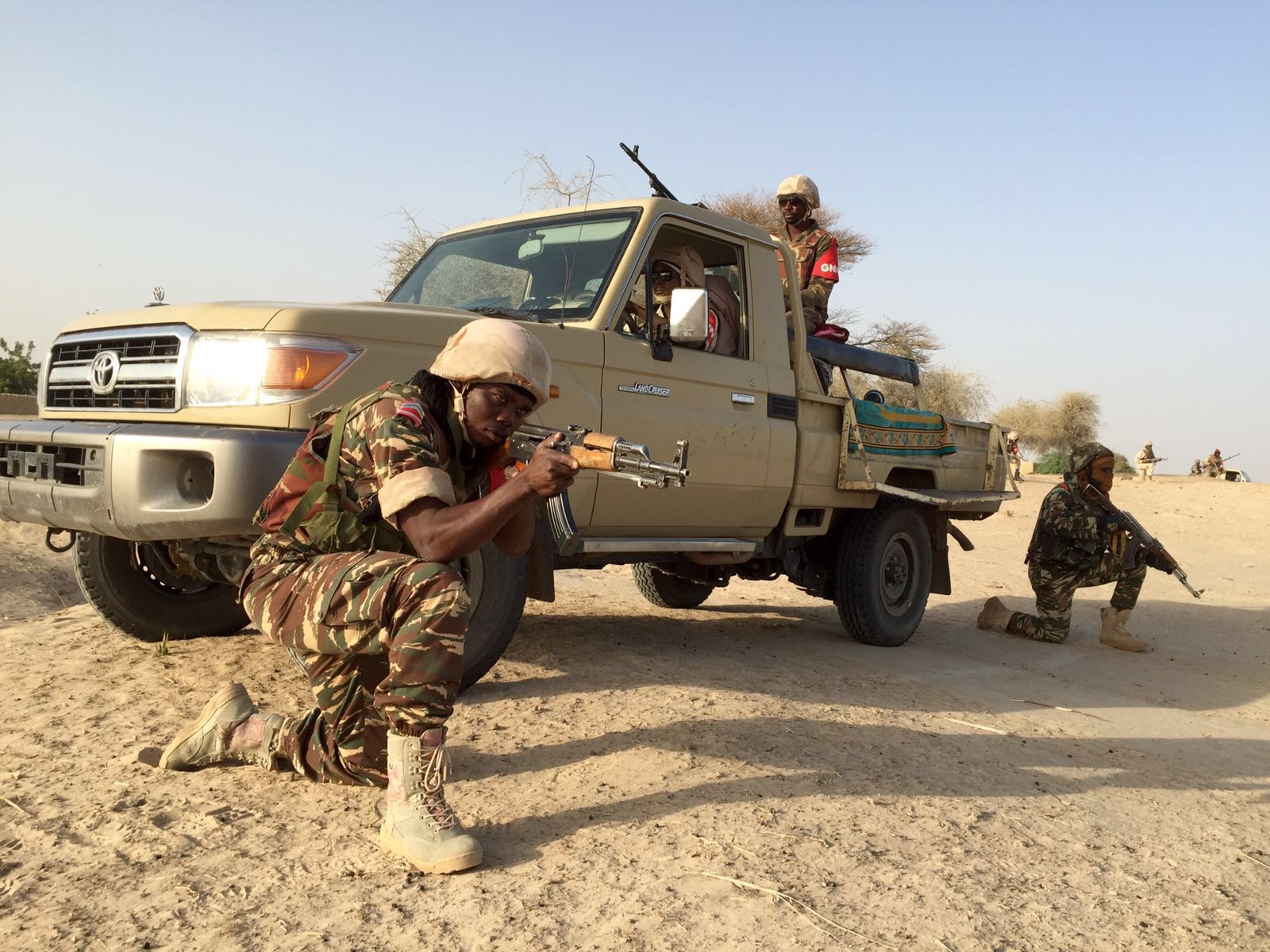
步兵武裝卡車
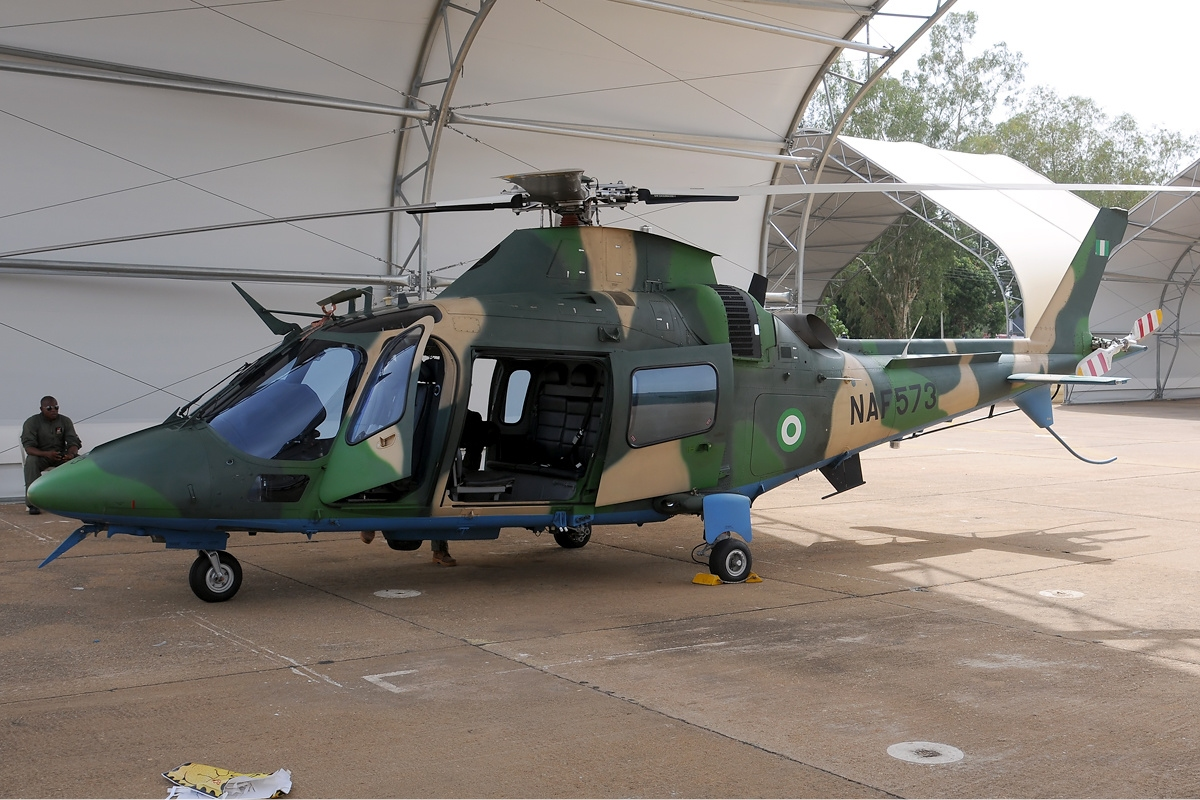
A-109直升機
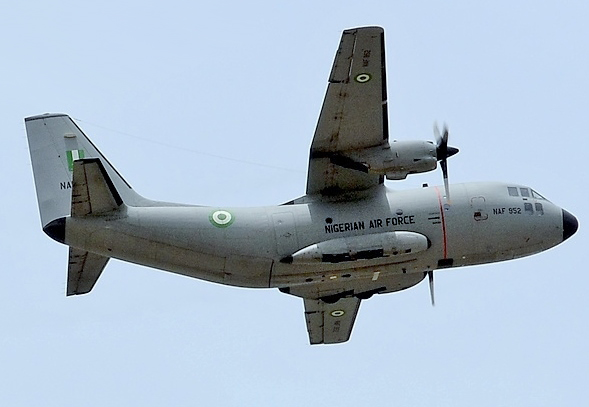
目前擁有3架G.222運輸機
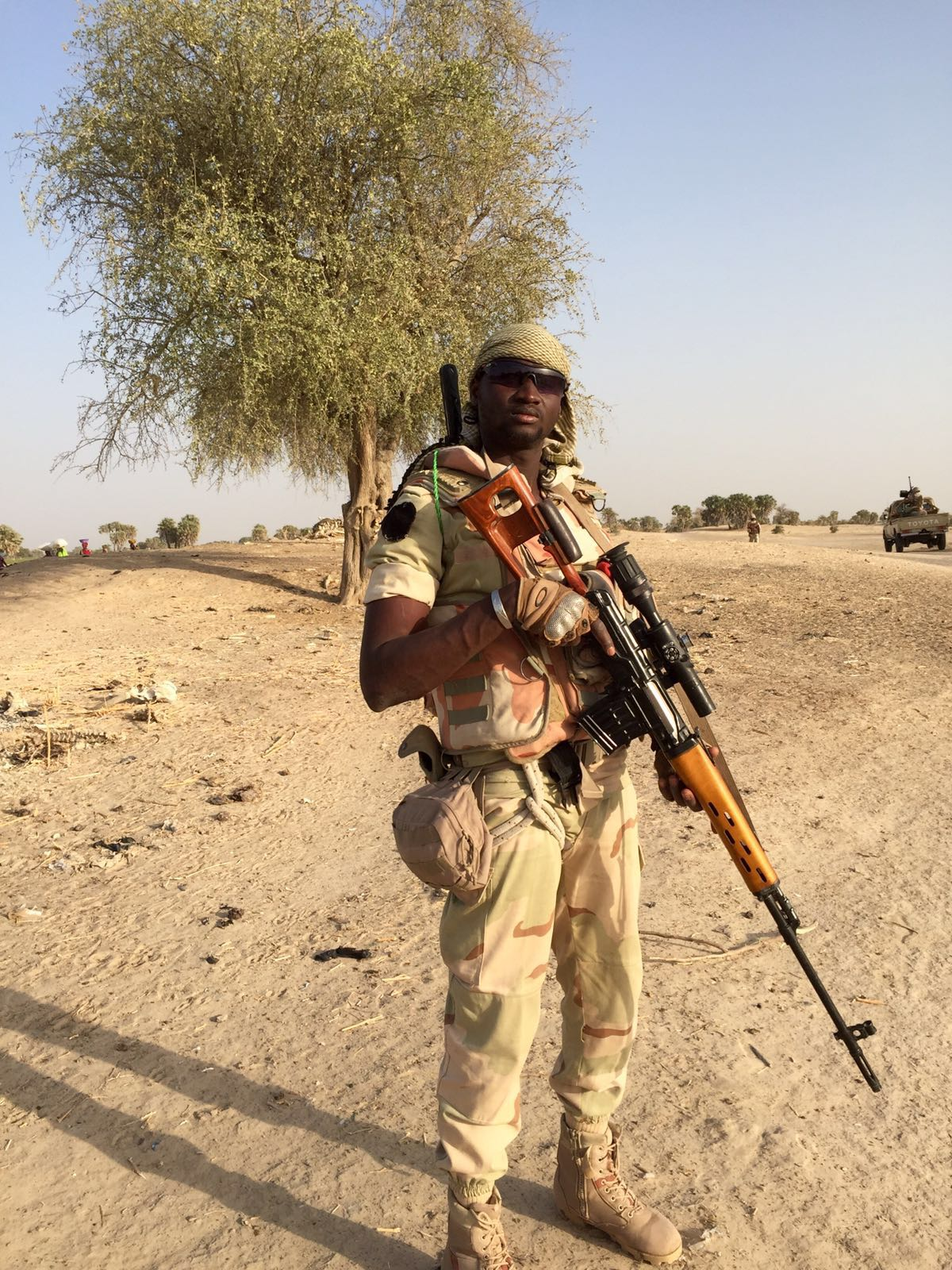
沙漠戰部隊
拆除汽車炸彈演習
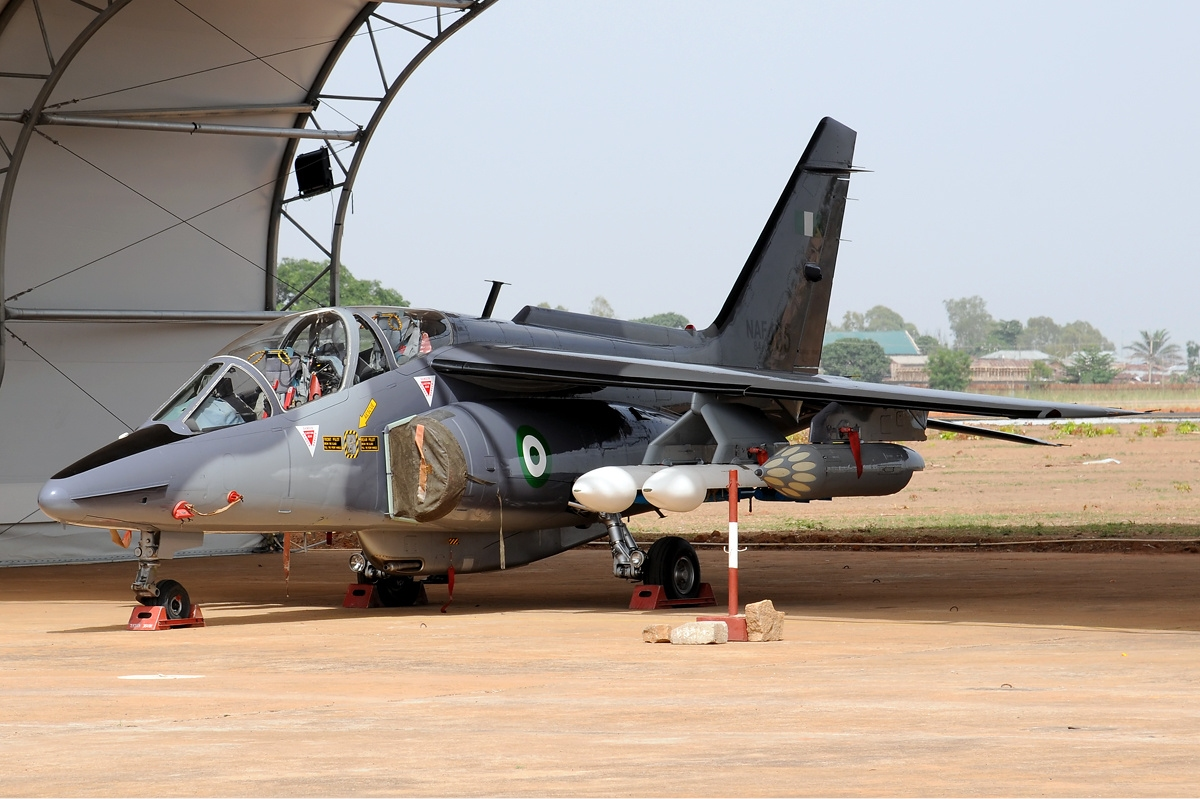
法製輕攻擊機Alpha Jet

## 參看
- 中国—尼日利亚关系